# Meibomia glabrescens
Meibomia glabrescens là một loài thực vật có hoa trong họ Đậu. Loài này được (Malme) Schindl. mô tả khoa học đầu tiên năm 1924.